# Dioclea virgata
Dioclea virgata là một loài thực vật có hoa trong họ Đậu. Loài này được (Rich.) Amshoff miêu tả khoa học đầu tiên.